# Amazing (bài hát của Westlife)
"Amazing" là đĩa đơn thứ ba từ album phòng thu Face to Face của ban nhạc người Ireland Westlife.
Ca khúc leo lên đến vị trí #4 trên UK Singles Chart nhưng sau đó nhanh chóng rơi khỏi bảng xếp hạng.

## Danh sách track

### CD1
1. "Amazing" (Single Mix) - 2:59
2. "Still Here" - 3:51

### CD2
1. "Amazing" (Single Mix) - 2:59
2. "Miss You When I'm Dreaming"
3. "Exclusive Westlife Chat"

## Xếp hạng
| Bảng xếp hạng            | Vị trí cao nhất |
| ------------------------ | --------------- |
| Australian Singles Chart | 34              |
| German Singles Chart     | 53              |
| Irish Singles Chart      | 3               |
| Swedish Singles Chart    | 36              |
| Swiss Singles Chart      | 58              |
| UK Singles Chart         | 4               |